# Давыдов (село)
Давыдов (укр. Давидів) — село во Львовском районе Львовской области Украины. Административный центр Давыдовской сельской общины.
Население по переписи 2001 года составляло 4557 человек. Занимает площадь 4,37 км². Почтовый индекс — 81151. Телефонный код — 3230.